# Alex Garland

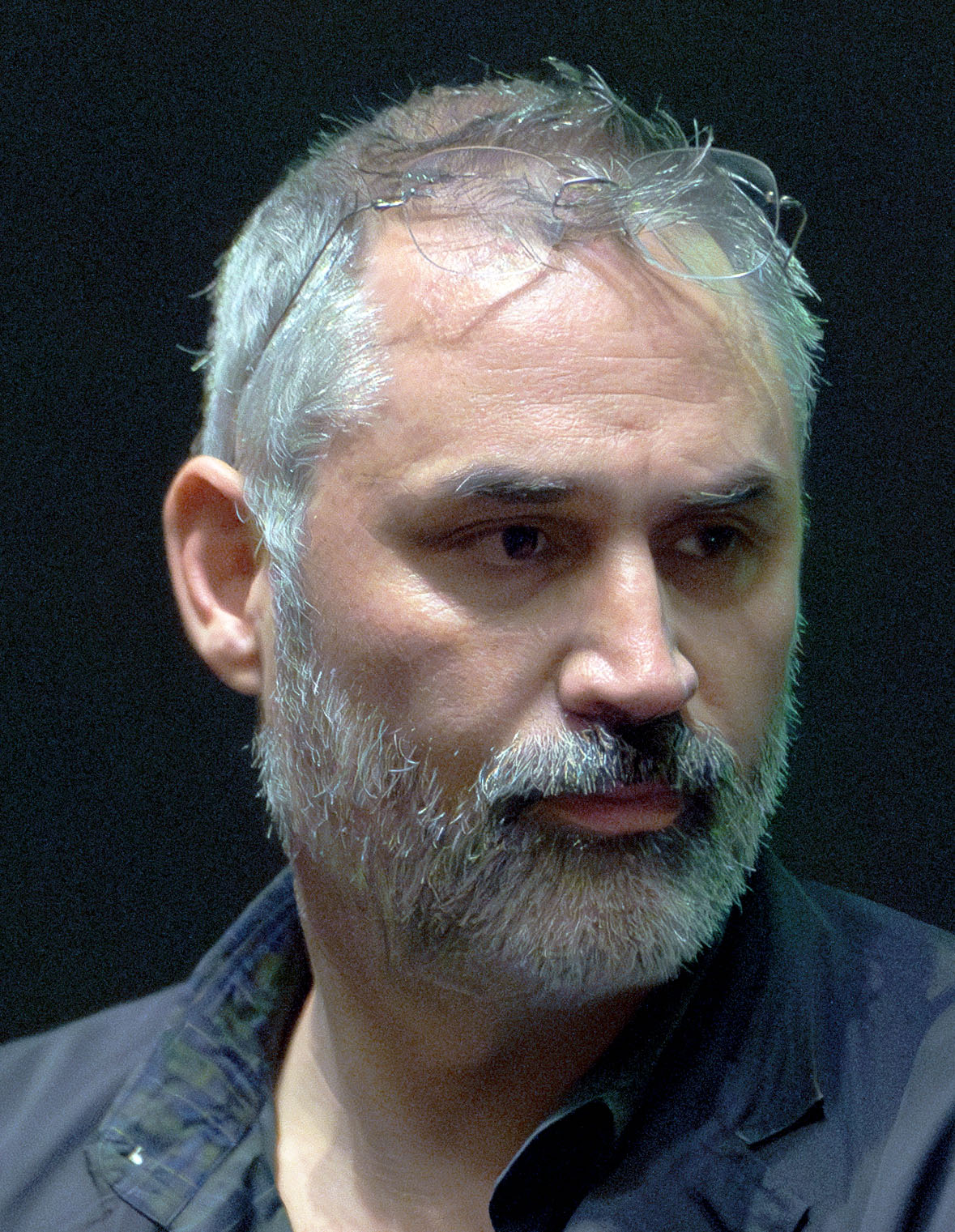
Alex Garland (2024)

Alexander „Alex“ Medawar Garland (* 26. Mai 1970 in London) ist ein britischer Regisseur, Drehbuchautor und Schriftsteller.

## Leben
Garland wurde als Sohn der Psychoanalytikerin Caroline Garland (geborene Medawar) und des Theaterschaffenden und Karikaturisten Nicholas Garland in London geboren. Seine Großeltern mütterlicherseits sind der Zoologe Peter Medawar und die Autorin Jean Medawar. Er studierte Kunstgeschichte an der University of Manchester und erhielt 1992 seinen Bachelor.
1996 erschien Garlands Debütroman Der Strand, der bald zum Bestseller wurde. 1998 veröffentlichte Garland seinen zweiten Roman Manila (engl.: The Tesseract). Beide Romane wurden in der Folge verfilmt: 2000 adaptierte der Regisseur Danny Boyle Garlands Debüt mit Leonardo DiCaprio in der Hauptrolle. 2003 folgte The Tesseract vom thailändischen Regisseur Oxide Pang Chun mit Jonathan Rhys Meyers. 2004 erschien mit Das Koma Garlands dritter Roman, für den sein Vater Nicholas Garland die Illustrationen anfertigte.
2002 schrieb Garland für Danny Boyle das Drehbuch zum Endzeit-Horror-Film 28 Days Later, bei dem er auch als Executive Producer fungierte, und verfasste das Drehbuch des Science-Fiction-Films Sunshine, das Boyle 2007 verfilmte. Er schrieb auch das Drehbuch zu der Literaturverfilmung Alles, was wir geben mussten aus dem Jahr 2010, eine Adaption von Kazuo Ishiguros gleichnamigen Roman. Im gleichen Jahre lieferte Garland für das Videospiel Enslaved: Odyssey to the West die Handlung.
Basierend auf den Judge-Dredd-Comics schrieb Garland auch das Drehbuch zum Actionfilm Dredd (2012). Später bestätigte dessen Hauptdarsteller Karl Urban, dass Garland anstelle des eigentlichen Regisseurs Pete Travis zu einem Großteil die Regie des Films übernommen hatte.
2015 gab Garland sein eigentliches Regiedebüt mit dem Science-Fiction-Film Ex Machina, für den er auch selbst das Drehbuch geschrieben hatte. Der Film erhielt gute Kritiken und war auch an den Kinokassen erfolgreich. Später adaptierte Garland Jeff VanderMeers Roman Auslöschung. Der gleichnamige Film wurde von Paramount Pictures in den Vereinigten Staaten, Kanada und China im Kino ausgewertet, war dort aber trotz guter Kritiken finanziell ein Flop. Netflix veröffentlichte den Film später in anderen Ländern. 2020 folgte die Miniserie Devs, für die Garland als Drehbuchautor, Regisseur und ausführender Produzent agierte.
Garlands Chefkameramann ist Rob Hardy.
Garland ist mit der Schauspielerin Paloma Baeza verheiratet, mit der er zwei gemeinsame Kinder hat.

## Romane
- 1996: Der Strand (The Beach)
- 1998: Manila (The Tesseract)
- 2004: Das Koma (The Coma)

## Filmografie
Buch und Regie:
- 2015: Ex Machina
- 2018: Auslöschung (Annihilation)
- 2020: Devs (Miniserie, 8 Episoden)
- 2022: Men – Was dich sucht, wird dich finden (Men)
- 2024: Civil War
- 2025: Warfare

Nur Drehbuch:
- 2002: 28 Days Later
- 2007: Sunshine
- 2010: Alles, was wir geben mussten (Never Let Me Go)
- 2012: Dredd (auch Produzent)
- 2025: 28 Years Later

Ausführender Produzent:
- 2007: 28 Weeks Later
- 2010: Alles, was wir geben mussten (Never Let Me Go)
- 2014: Big Game – Die Jagd beginnt (Big Game)
- 2020: Devs (Miniserie, 8 Episoden)

## Auszeichnungen
- 2016: Oscar-Nominierung in der Kategorie Bestes Originaldrehbuch für Ex Machina